# Gnamptorhiza multiplicalis
Gnamptorhiza là một chi bướm đêm thuộc họ Crambidae. Chi này chỉ gồm loài Gnamptorhiza multiplicalis, thường thấy ở Ấn Độ (Khasia Hills).